# Ceroma macrognatha
Espèce
Ceroma macrognatha est une espèce de solifuges de la famille des Ceromidae.

## Distribution
Cette espèce est endémique de Tanzanie. Elle se rencontre vers Mbeya.

## Publication originale
- Lawrence, 1954 : Some Solifugae in the collection of the British Museum (Natural History). Proceedings of the Zoological Society of London, vol. 124, p. 111-124.